# Carmen de Carupa
Carmen de Carupa est une municipalité située dans le département de Cundinamarca, en Colombie.